# 夏尔·艾米尔·布意孚

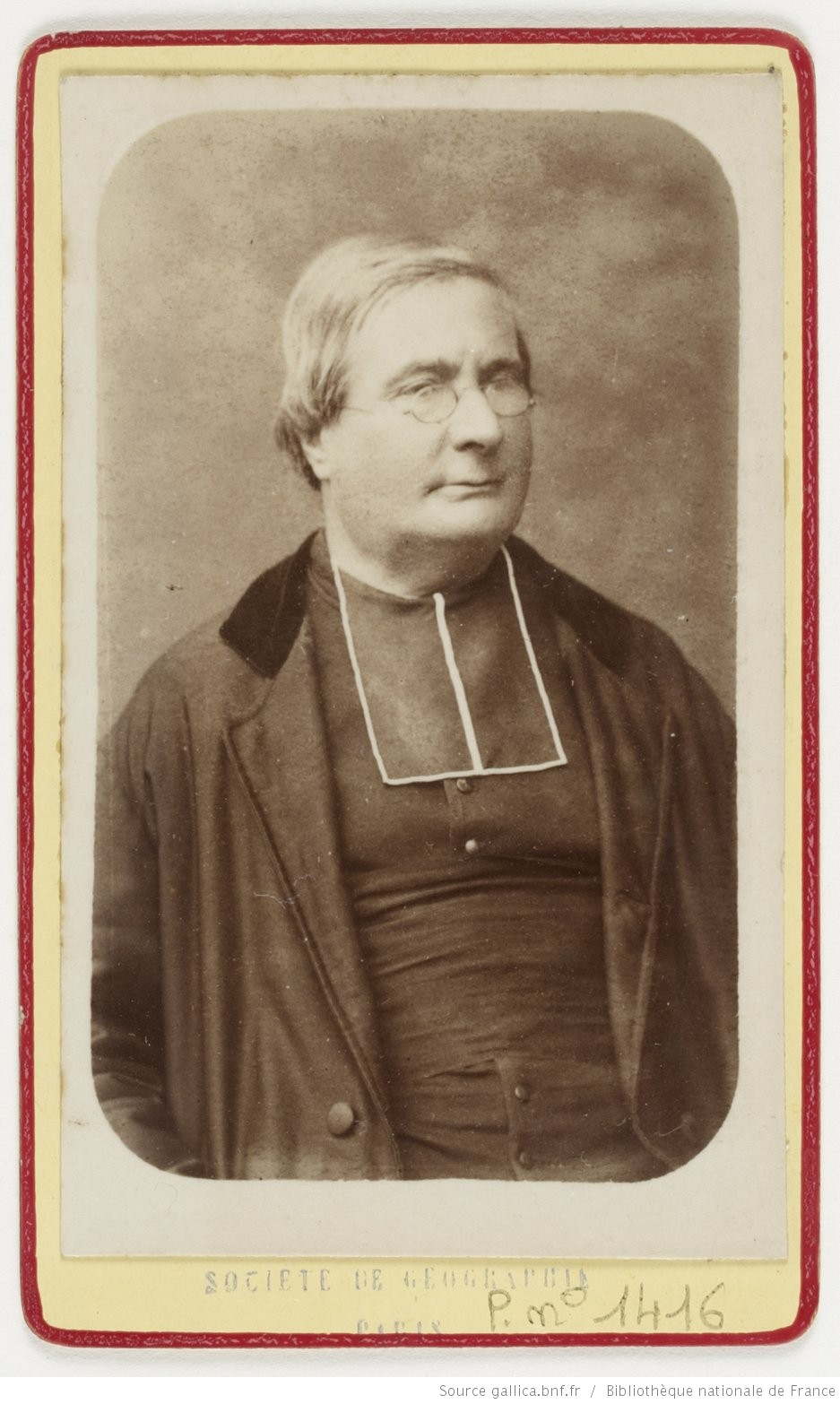
夏爾·艾米爾·布意孚

夏尔·艾米尔·布意孚（Charles Emile Bouillevaux，1823年—1913年），法国传教士。1857年派驻柬埔寨马德望，曾游历越南和柬埔寨，著有《1848-1856印度支那旅行记，安南与柬埔寨》（Voyage en Indochine 1848-1856, L'Annam et le Cambodge）；书中报告吳哥状况，但未引人注意。